# Доње Цикоте
Доње Цикоте су насељено мјесто у општини Рудо, Република Српска, БиХ. Према прелиминарним подацима пописа становништва из 2013. године, у насељу је живјело 64 становника.

## Становништво
| Демографија | Демографија | Демографија |
| Година      | Становника  | Становника  |
| ----------- | ----------- | ----------- |
| 1971.       | 142         |             |
| 1981.       | 153         |             |
| 1991.       | 129         |             |
| 2013.       | 64          |             |